# Championnat d'Australie de Formule 3

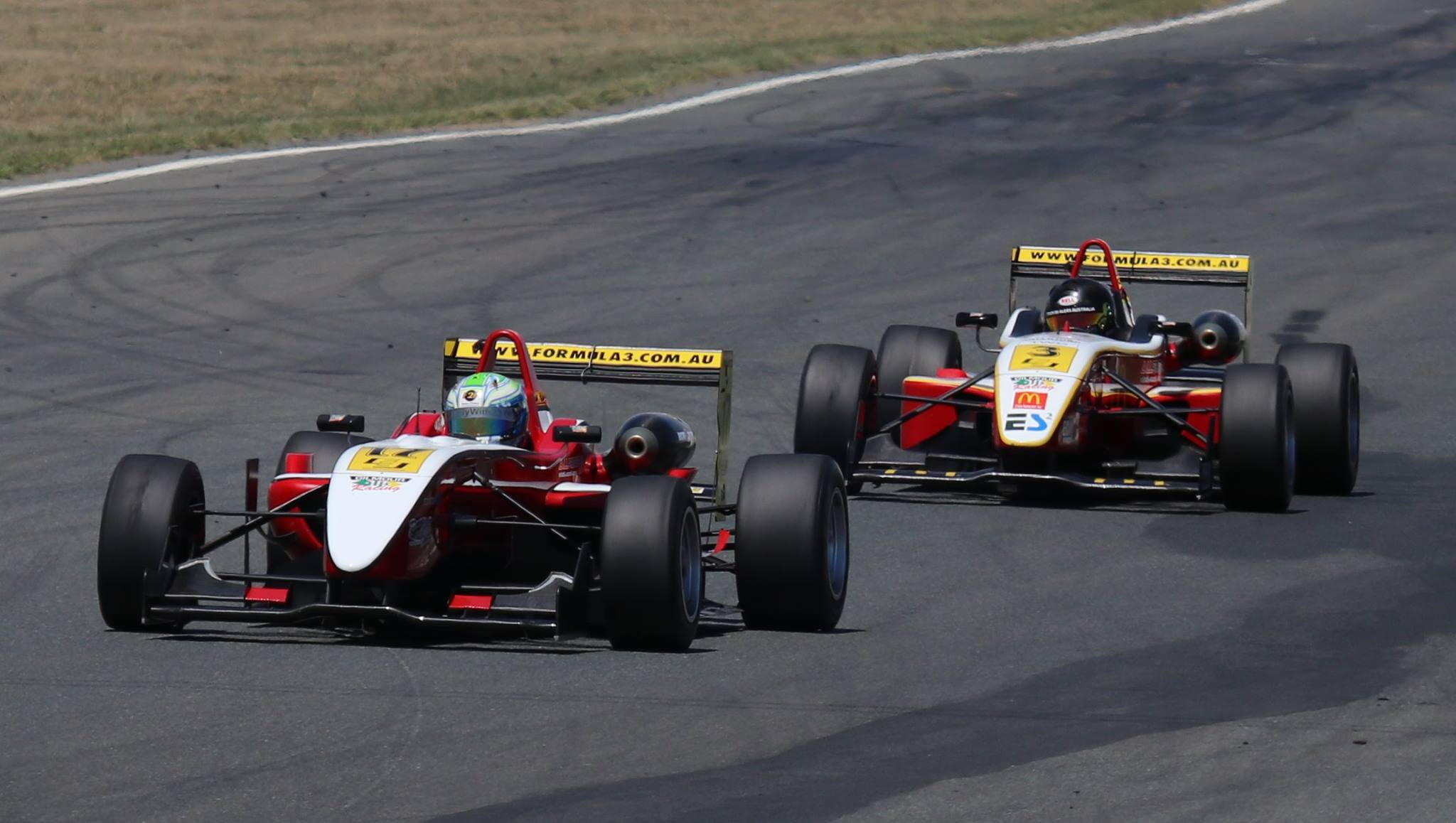
Photographie des voitures de Jon Collins et du champion Calan Williams pendant le championnat d'Australie de Formule 3 de 2017 à Wakefield Park.

Le championnat d'Australie de Formule 3 est un championnat de Formule 3, disputé sur les circuits australiens, créé en 1997.

## Nom du championnat
- 1999-2000 : Australian Formula 3 National Series
- 2001-2004 : Australian Formula 3 Championship
- 2005-2014 : Australian Drivers' Championship
- 2015 : Australian Formula 3 Championship
- Depuis 2016 : Australian Formula 3 Premier Series

## Palmarès
| Année | Vainqueur                                         | Nationalité                                       | Voiture                                           |
| ----- | ------------------------------------------------- | ------------------------------------------------- | ------------------------------------------------- |
| 1997  | Wayne Ford                                        | Australie                                         | Ralt RT34                                         |
| 1998  | David Bruce                                       | Australie                                         | Reynard 863                                       |
| 1999  | Paul Stephenson                                   | Australie                                         | Dallara F396 - Toyota TOM'S                       |
| 2000  | Paul Stephenson                                   | Australie                                         | Dallara F396 - Toyota TOM'S                       |
| 2001  | Peter Hackett                                     | Australie                                         | Dallara F301 - Alfa Romeo                         |
| 2002  | James Manderson                                   | Australie                                         | Dallara F301 - Opel Spiess                        |
| 2003  | Michael Caruso                                    | Australie                                         | Dallara F301 - Fiat Novamotor                     |
| 2004  | Karl Reindler                                     | Australie                                         | Dallara F301 - Opel Spiess                        |
| 2005  | Aaron Caratti                                     | Australie                                         | Dallara F304 - Renault Sodemo                     |
| 2006  | Ben Clucas                                        | Royaume-Uni                                       | Dallara F304 - Renault Sodemo                     |
| 2007  | Tim Macrow                                        | Australie                                         | Dallara F304 - Opel Spiess                        |
| 2008  | James Winslow                                     | Royaume-Uni                                       | Dallara F307 HWA Mercedes-Benz                    |
| 2009  | Joey Foster                                       | Royaume-Uni                                       | Dallara F307 HWA Mercedes-Benz                    |
| 2010  | Ben Barker                                        | Royaume-Uni                                       | Dallara F307 HWA Mercedes-Benz                    |
| 2011  | Chris Gilmour                                     | Australie                                         | Dallara F307 HWA Mercedes-Benz                    |
| 2012  | James Winslow                                     | Royaume-Uni                                       | Dallara F307 HWA Mercedes-Benz                    |
| 2013  | Tim Macrow                                        | Australie                                         | Dallara F307 – HWA-Mercedes-Benz                  |
| 2014  | Simon Hodge                                       | Australie                                         | Mygale M11 – HWA-Mercedes-Benz                    |
| 2015  | Ricky Capo                                        | Australie                                         | Dallara F307 – Mugen Honda                        |
| 2016  | Tim Macrow                                        | Australie                                         | Dallara F311 – Mercedes-Benz                      |
| 2017  | Calan Williams                                    | Australie                                         | Dallara F311 – Mercedes-Benz                      |
| 2018  | Harrison Jones                                    | Australie                                         | Dallara F311 – Mercedes-Benz                      |
| 2019  | John Magro                                        | Australie                                         | Dallara F311 – Mercedes-Benz                      |
| 2020  | Saison annulée à cause de la pandémie de Covid-19 | Saison annulée à cause de la pandémie de Covid-19 | Saison annulée à cause de la pandémie de Covid-19 |
| 2021  | Ben Taylor                                        | Australie                                         | Dallara F311 – Mercedes-Benz                      |
| 2022  | Noah Sands                                        | Australie                                         | Dallara F311 – Mercedes-Benz                      |